# ソレル主義
ソレル主義（Sorelianism)とは、フランスの革命的サンディカリスト、ジョルジュ・ソレルのイデオロギーと思想を擁護し、支持する思想である。ソレル主義者は、ブルジョワ民主主義、18世紀の啓蒙思想、世俗主義、フランス革命に反対し、古典主義を支持する。ソレルは、マルクス主義の修正主義的解釈者であり、階級闘争におけるプロレタリアートの勝利は、神話とゼネラル・ストライキの力によってのみ達成できると信じていた。ソレルにとって、階級闘争の余波は、ブルジョアジーとプロレタリアートの両方の若返りをもたらすものであった。
サンディカリスムの失敗に伴い、彼は1910年に社会主義からの転向を発表し、1914年にはベネデット・クローチェの警句を用いて、「マルクス主義の分解」により「社会主義は死んだ」と主張した。ソレルは1909年からシャルル・モーラス流の統合ナショナリズム（モーラス主義）の支持者となり、これは唯物論的には敵であるにもかかわらず、サンディカリスムと類似の道徳的目的を持つとみなした。この意味で、ソレル主義はファシズムの先駆者とみなされる。しかし、彼は第一次世界大戦でこれらの思想に幻滅し、1918年から1922年に死去するまで、ロシア革命と共産主義を支持し、これをサンディカリスムの復活とみなした。

## 概念

### ゼネラル・ストライキとサンディカリスム社会
マルクス主義者として出発したソレルは、最終的に歴史を決定論的に捉える正統派マルクス主義の考え方を拒絶するようになった。彼は、台頭する社会科学の挑戦を新たな道徳的基準と見なした。ピエール＝ジョゼフ・プルードンは、公正な社会は行動、特に敵対者との対立を通じてのみ実現できると信じており、この路線に従って、ソレルはプロレタリアートとブルジョアジーの間の階級闘争がゼネラル・ストライキによってもたらされると信じた。彼は、生活条件の改善とともに、階級闘争を単なる国家による分配という目的とは区別し、マルクス主義と社会主義の本質的な要素と見なした。
ソレルはプルードンに問題意識を持っており、プルードンが正義を権力闘争、すなわち階級関係から切り離したように、ソレルもプルードン主義から理想主義を切り離そうとした。それ以外にはほとんど影響を受けず、フリードリヒ・ニーチェを賞賛したソレルは、帝国主義的な労働者階級が新しい貴族を確立すると主張し、それは「自らの主権のために人々の関係を組織し」、法の唯一の源となるものであると述べた。また、彼はプロレタリアートの暴力がブルジョアジーを強化すると信じ、労働者階級だけでなく社会全体の道徳的再生と文明の救済に焦点を当て、社会主義をプロレタリアートの運動やそれ自体としてではなく、社会の革命的変革のための手段と見なした。

### 個人主義と神話
ソレルは、対立と自由の間には密接な関係があると信じていた。自由主義的な制度とウィリアム・ジェームズの多元主義的な著作に触発されたソレルは、軍隊組織の模倣を非難し、「自由の精神」に満ちた戦士的個人主義すなわち「アメリカ精神」を称賛した。彼は、全体主義運動がすべての活動を党の戦線に結びつける「見事な孤立」と表現したものを批判した。
ソレルは、ゼネラル・ストライキの神話を、サンディカリスムに一貫性を与える権威の社会的基盤と見なした。ニーチェの超人に対して、彼はゼネラル・ストライキを、いかなる冒険にも備えた実践的で個人主義的なアメリカの開拓者の「黙示録的な神話」または「ヤンキー・プロテスタンティズム」と呼び、個人の自由を侵害しないものと比較した。中央集権的な帝国という考えに対して、彼は家族愛に基づくプルードン的な均衡と弱者への献身を支持し、これが戦士の倫理の一部であるべきだと信じた。労働の倫理と組み合わさることで、これこそが自由を可能にするものであると考えた。

### 階級闘争と階級の若返り
ソレルは、社会における集団の分離を主張し、プロレタリアートの労働者がブルジョアの産業家から自律し、分離しているサンディカリストの社会モデルを支持した。彼は階級協調、すなわちプロレタリアートがブルジョアジーに対して闘争する期間における階級間の交渉という考えを拒否した。同時に、彼はプロレタリアートの任務は、ブルジョアジーを知的麻痺から目覚めさせ、その道徳性と彼が言うところの「生産的なエネルギー」、そして民主主義的な理想のために失われたとソレルが述べた「自尊心」を取り戻すことであると信じていた。したがって、ソレルは階級闘争が最終的にブルジョアジーとプロレタリアートの両方の若返りをもたらすと信じていた。

### マルクス主義の修正、ブランキズムと実証主義による「マルクス主義の分解」の主張
ソレルはマルクス主義の倫理的側面に焦点を当て、歴史的分析と社会変革の手段としての有用性を主張した。しかし、彼はマルクス主義の決定論的、唯物論的、機械論的な要素と見なしたものを批判した。ソレルは、カール・マルクスの真の意図に忠実ではないと彼が述べた通俗的なマルクス主義、またはマルクス主義の通俗的な解釈を批判した。ソレルは、マルクスは決して唯物論者ではなく、人々の心理的発展を経済的プロセスの一部と見なさなかったと指摘した。ソレルはまた、マルクスが社会の必要なイデオロギー的上部構造、つまり法律、国家の組織、宗教、芸術、哲学を描写したとコメントした。その結果、ソレルは「偉大な哲学は芸術と宗教に基づかずに確立することはできない」と述べた。
ソレルは、マルクスが当初ブランキ主義を支持しながらプルードンを非難したにもかかわらず、後にブランキ主義とプルードン主義の両方の思想を統合したと述べた。ソレルは、フランスで主要な社会主義政党が結成された1880年代と1890年代にマルクス主義が経験した危機のテーゼを支持した。ソレルは、非プルードン主義的な社会主義は本質的に抑圧的であり、誤った方向に向かっており、腐敗していると見なした。クローチェを参照して、ソレルは、イデオロギーの主要な目標とテーマを指す「マルクス主義の分解」は、マルクスのブランキ主義的要素とフリードリヒ・エンゲルスの実証主義的要素によって引き起こされていると述べた。ソレルの見解では、プルードン主義は、フランスで人気を博したブランキ主義よりもマルクス主義の目標と一貫性があり、ソレルはブランキ主義はマルクス主義の通俗的で硬直した決定論的な堕落であると主張した。

## ソレル主義とフランスの統合ナショナリズム
ソレル主義への関心は、フランスの政治的右派、特にアクション・フランセーズのフランス人ナショナリスト、シャルル・モーラスとその支持者たちによって高まった。モーラスはマルクス主義の強固な反対者であったが、自由民主主義への反対という点でソレル主義を支持した。モーラスは、「民主主義的で国際的な要素から解放された社会主義は、美しい手にぴったりとはまる手袋のように、ナショナリズムによく適合する」と有名な言葉を残している。1909年の夏、ソレルはフランスの統合ナショナリズムを支持し、モーラスを称賛した。ソレルは、アクション・フランセーズに加入した多数の「熱心な若者」に感銘を受けた。ソレルがナショナリズムに転向した結果、彼はマルクスを無視し、プルードンの見解を支持するようになった。1910年、ソレルはアクション・フランセーズのナショナリスト、エドゥアール・ベルスとジョルジュ・ヴァロワと共に、国家サンディカリスムの一形態を推進する「ラ・シテ・フランセーズ」という雑誌を創刊することに合意したが、これは断念された。その後、ソレルは別のナショナリスト新聞「ランデパンダンス」を支持し、フランスが「ユダヤ人の侵略者」から攻撃を受けていると主張する反ユダヤ主義的な内容を書き始めた。1911年、ソレル主義的サンディカリスムの問題に関して、ヴァロワはアクション・フランセーズの第4回大会で次のように発表した。「我々の友人がサンディカリスムの闘士たちと出会ったのは、単なる偶然ではない。ナショナリスト運動とサンディカリスト運動は、現在の立場と方向性からすると、互いに異質なものに見えるかもしれないが、共通の目的を一つ以上持っている」。
フランスのナショナリズムとの関わりの中で、ソレルはヴァロワと共に「セルクル・プルードン」に参加した。この組織は、ヴァロワが「ナショナリストと左翼の反民主主義者のための共通のプラットフォーム」を提供すると宣言したものである。この組織は、プルードンとソレルを「19世紀を通じて対立してきた二つのフランスの伝統、すなわちナショナリズムと、サンディカリスムに代表される民主主義によって腐敗していない真正な社会主義との出会いを準備した」二人の偉大な思想家として認識していた。セルクル・プルードンは、「民主主義に対する包囲と攻撃を開始した二つの統合的かつ収束的な運動、一方は極右、もう一方は極左」であるとして、ブルジョワ・イデオロギーと民主社会主義をナショナリズムとサンディカリスムの同盟という新しい倫理に置き換えることを支持すると発表した。セルクル・プルードンは、自由主義的秩序を、「義務感と犠牲心に基づく、男性的で、英雄的で、悲観的で、清教徒的な新しい世界、戦士と修道士の精神が支配する世界」に置き換えることを支持した。社会は、退廃的なブルジョワジーに対する行動に専念する知識人の若者と同盟した、生産者の貴族として機能する強力な前衛的プロレタリアートのエリートによって支配されることになる。

## ソレル主義とイタリア・ファシズム
ソレルの死に際して、ベニート・ムッソリーニと著名なソレル主義者アゴスティーノ・ランツィッロが編集したイタリアのファシストの教義的レビュー「ジェラルキア」の記事は次のように宣言した。「おそらくファシズムは、サンディカリストの巨匠の全作品に内在する願望である使命を果たすという幸運に恵まれるかもしれない。すなわち、社会党の支配からプロレタリアートを引き剥がし、精神的自由に基づいて再構成し、創造的な暴力の息吹を吹き込むことである。これこそが、明日のイタリアの形を形成する真の革命となるだろう」。

## 著名な信奉者
ソレル自身以外にも、20世紀初頭には多くのソレル主義の信奉者がいた。ソレルは、ソレルと同様に社会階級の分離を支持し、ブルジョワジー、民主主義、民主社会主義、議会主義、社会民主主義、普通選挙を軽蔑したユベール・ラガルデルの指導者であった。アントニオ・グラムシは、社会的神話のソレル主義的見解に影響を受けた。ソレルの影響に基づいて、グラムシはイタリアと西洋が「唯物論の波」と、社会に対する合意とヘゲモニーを達成できないリベラリズムのために、文化と権威の危機に苦しんでいると主張した。ソレルはまた、ジョルジュ・ルカーチの初期の著作に大きな影響を与えたが、ルカーチは後にソレルを小ブルジョワとして退けた。ソレルは、ギリシャの哲学者ニコス・カザンザキスに、平和を退廃的と見なしつつ、闘争を創造的であるとするカザンザキスの信念に影響を与えた。ホセ・カルロス・マリアテギは、ウラジーミル・レーニンをソレル主義者でありニーチェ主義的な英雄であると主張したソレル主義者であった。
ムッソリーニは、イタリア社会党の党員であったとき、ソレル主義に対して様々な立場をとった。ムッソリーニは、1904年のイタリアのゼネラル・ストライキの際にサンディカリストになったと述べている。サンディカリストとの密接な接触は1902年に遡る。ムッソリーニは1909年にソレルの『暴力論』を批評し、古代の英雄に似た高揚感と自己犠牲的な美徳を示す、長期にわたる闘争の一部としての意識に関するソレルの見解を支持した。ムッソリーニはまた、革命における暴力の必要性に関するソレル主義的見解を支持した。彼は、人道主義と、革命的社会主義者と社会改良主義者およびブルジョワ民主主義者の間の妥協を非難するソレルに従った。1909年までに、ムッソリーニはエリート主義と反議会主義を支持し、「再生的な暴力」と彼が呼んだものの使用の宣伝者になった。1911年にソレル主義者がナショナリズムと君主主義と同一視し始めた当初、ムッソリーニはそのような結びつきが社会主義者としての彼らの信頼性を損なうと信じていた。

## 関連ページ
- シュトラッサー主義

## 参照

### 引用
1. 1 2 3 4 5  Sternhell et al., p. 78.
2. ↑  Sternhell et al., p. 76.
3. 1 2 3  Christensen et al., p. 18.
4. ↑  Sternhell et al., p. 90.
5. 1 2  Stanley 1981, p. 20.
6. ↑  Stanley 1981, p. 22.
7. ↑  Stanley 1981, pp. 14, 22.
8. ↑  Stanley 1981, p. 17.
9. ↑  Stanley 1981, p. 14.
10. ↑  Stanley 1981, pp. 54, 244.
11. 1 2 3  Midlarsky, p. 93.
12. 1 2 3 4  Sternhell, p. 17.
13. 1 2  Stanley 1981, p. 245.
14. 1 2 3  Stanley 1981, p. 206.
15. 1 2 3 4 5  Stanley 1981, p. 106.
16. 1 2 3  Sternhell et al., p. 82.
17. ↑  Holmes, p. 60.
18. ↑  Sternhell et al., p. 80.
19. ↑  Stuart, p. 149.
20. ↑  Sternhell et al., p. 83.
21. ↑  Sternhell et al., p. 85.
22. 1 2 3  Sternhell, p. 11.
23. ↑  Sternhell, pp. 11–12.
24. ↑  Sternhell, p. 12.
25. ↑  Sternhell et al., p. 93.
26. ↑  Hellman, p. 35
27. ↑  Gill, p. 19.
28. ↑  Cohen & Arato, p. 144.
29. ↑  Löwy, Michael (2019年12月2日). “Georg Lukács and Georges Sorel”. Template:Cite webの呼び出しエラー：引数 accessdate は必須です。 from Löwy, Michael (1997). “Georg Lukács e Georges Sorel”. Revista Crítica Marxista 4 (4):  113–122. doi:10.53000/cma.v4i4.19876.
30. ↑  Bien, p. 7.
31. ↑  Schutte, p. 39.
32. ↑  Sternhell et al., p. 33.
33. 1 2 3 4  Gregor, p. 96.
34. ↑  Gregor, p. 123.